# 이탈리아어 위키백과
이탈리아어 위키백과는 이탈리아어로 된 위키백과이다. 2001년 5월 11일에 서비스가 개시되여 2019년 8월 28일 기준으로 1,549,105개의 문서가 수록되어 있다. 기호는 it이다.

## 2018년 셧다운
2018년 7월 3일부터 7일까지 디지털 싱글 마켓 저작권 지침(Directive on Copyright in the Digital Single Market)에 대항하기 위해 이탈리아어 위키백과는 이 항의를 지지하기 위해 사이드 너비의 배너를 표시하였으며 모든 검색과 기여를 비활성화하였다.

## 2019년 셧다운
2019년 3월 25일부터 이탈리아어 위키백과 콘텐츠는 접근이 불가능한 상태였으며 5월 26일에 논의될 유럽 저작권 지침의 Article 11, Article 13에 반대표를 주도록 독자들이 유럽 의회 대표자들과 연락할 것을 장려하는 메시지로 대체되었다.